# Garde royale
La Guardia reale marocchina (in arabo الحرس الملكي المغربي‎?, in berbero ⴰⴳⴷⵓⴷ ⴰⴳⵍⴷⴰⵏ ⵏ ⵍⵎⵖⵔⵉⴱ, in francese Garde royale marocaine, in spagnolo Guardia Real Marroquí) è un corpo militare delle Forze Armate Reali Marocchine, e il più antico ancora attivo al mondo, responsabile della protezione del Re del Marocco e della sua famiglia.
Creato nel 1088, si ispira alla guardia nera creata alla fine dell'XI secolo dal sultano almoravide Youssef ben Tachfine e caduta in disuso nel XIX secolo.

## Organizzazione

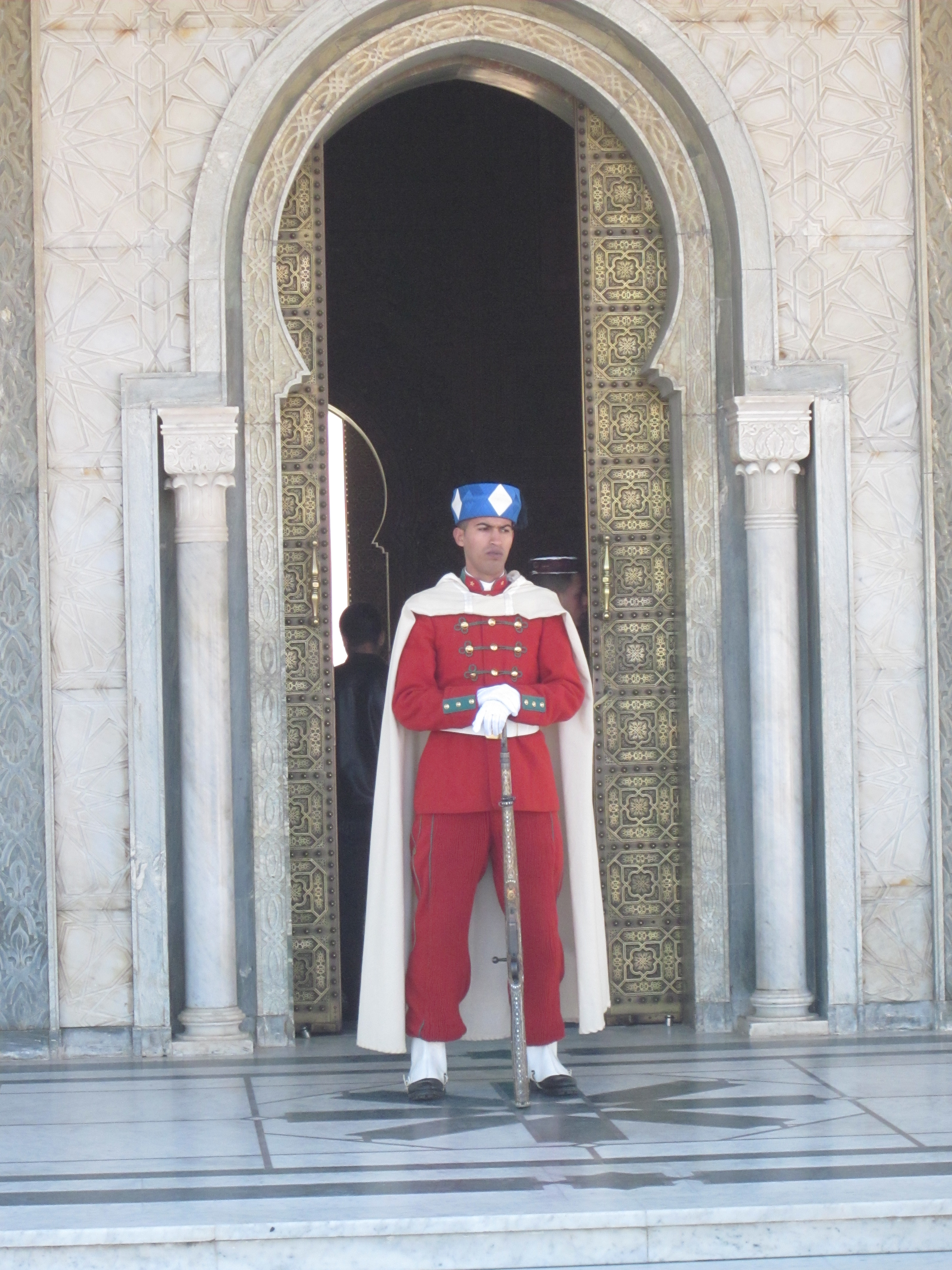
Un membro della Guardia Reale marocchina al Mausoleo di Mohammed V.

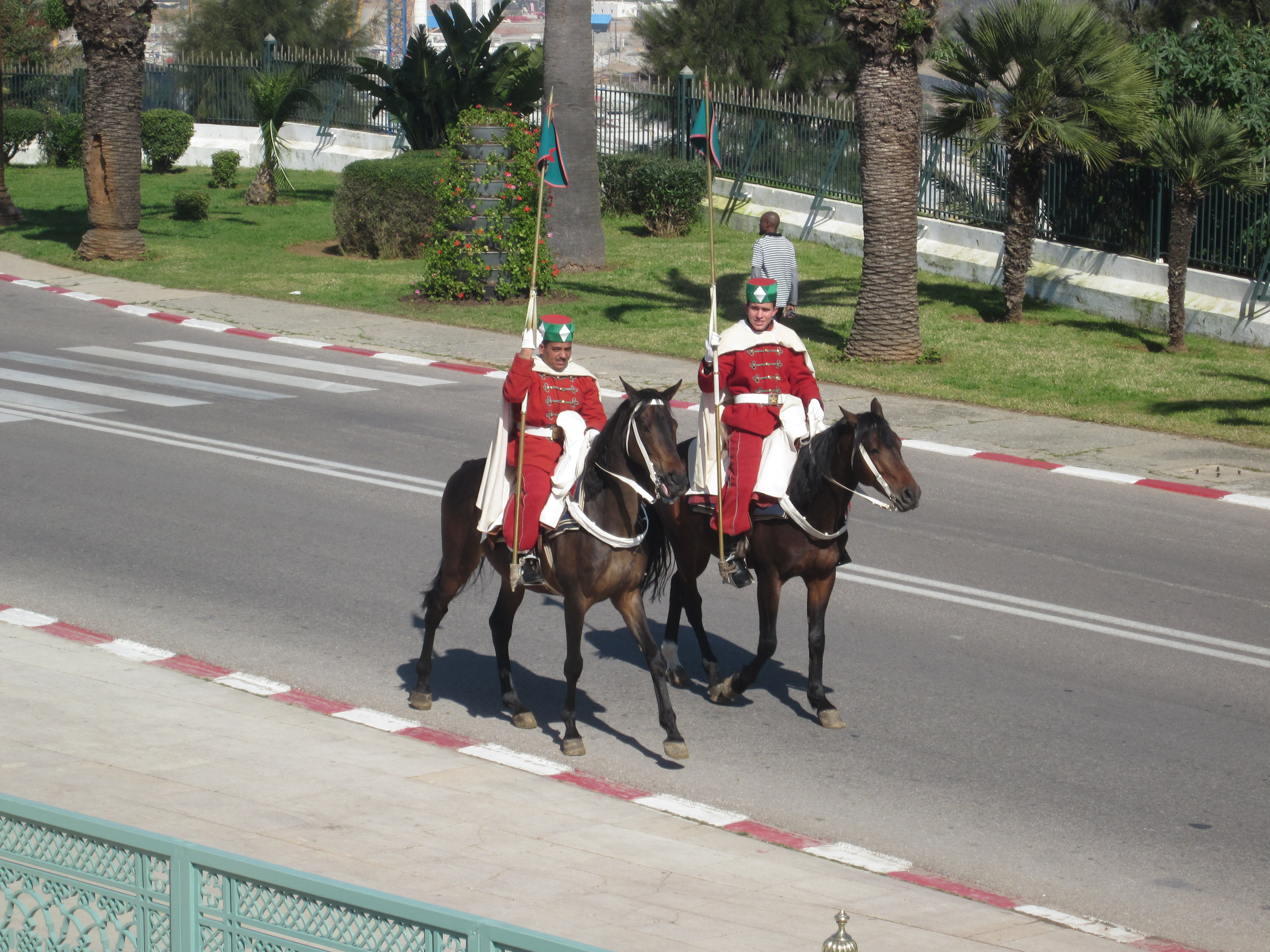
Membri a cavallo della Guardia Reale marocchina presso il Mausoleo di Mohammed V.

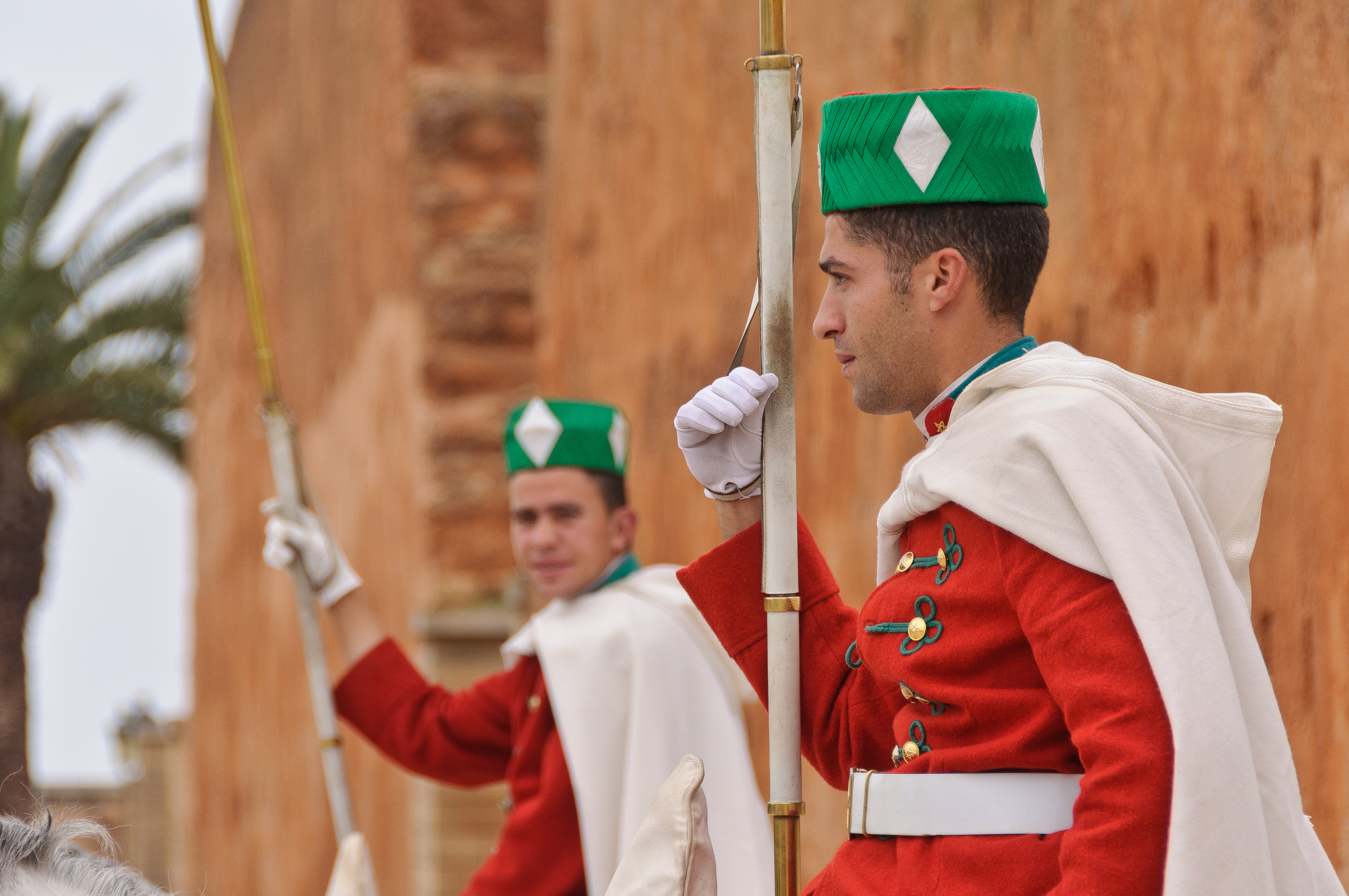
Un paio di Guardie Reali marocchine

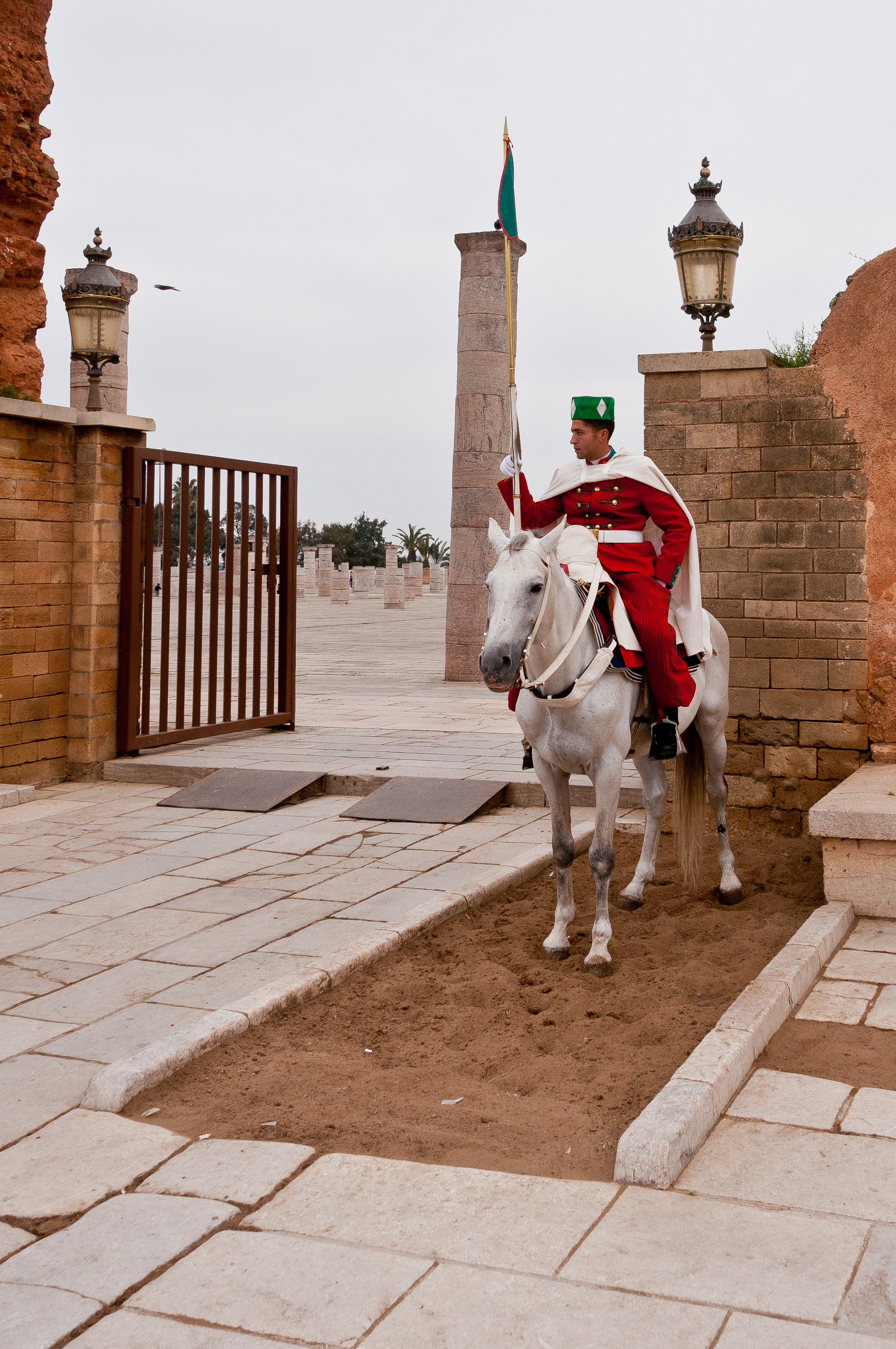
Una Guardia Reale marocchina a cavallo

L'unico dovere della guardia è quello di provvedere alla sicurezza e alla salvezza del re e della famiglia reale del Marocco. Precedentemente nota come Guardia Cherifiana (perché il Re è un discendente del Profeta Maometto), il nome fu cambiato in Guardia Reale dopo che il Marocco ottenne l'indipendenza nel 1956. La Guardia era anche ufficiosamente indicata come Guardia Nera, perché i suoi membri erano precedentemente reclutati dagli Arratini, persone di colore della parte meridionale dell'Impero Sharif (come il Marocco era chiamato prima del periodo coloniale francese). Gli Arratini non fanno più parte della Guardia Reale attuale.
La Guardia è attualmente organizzata come una brigata di 6.000 soldati, come segue;
- 4 Battaglioni di Fanteria, ciascuno di 25 ufficiali e 1.000 soldati.
- 2 Squadroni di Cavalleria.

Il Re è sempre accompagnato da unità della Guardia Reale ogni volta che si trova in territorio marocchino. Tutti i membri della Guardia Reale indossano un berretto rosso. L'alta uniforme totale rossa di stile tradizionale (bianca in estate) viene indossata sia dai cavalieri che dai fanti in occasioni cerimoniali.
Il re è inoltre protetto da altre due unità dell'esercito marocchino. Esse non sono, tuttavia, una parte ufficiale della Guardia Reale. Queste sono:
- La Brigata Paracadutisti d'Elite, con sede a Rabat (numero di soldati sconosciuto).
- La Brigata di Sicurezza Leggera, di 2.000 soldati.

La Guardia Reale trae le sue origini dalla prestigiosa Guardia Nera, che venne creata nel 1088 dal sovrano Almoravide Yūsuf ibn Tāshfīn come sua guardia personale. Questa tradizione venne continuata dall'assunzione da parte degli Almohadi attraverso il XV secolo. Il Sultano alawide Moulay Ismail riorganizzò la Guardia Nera in unità permanenti di fanteria e di cavalleria all'inizio del XVIII secolo. Invitò uomini Bambara che si erano appena convertiti all'Islam, che prestarono giuramento del servizio sulla raccolta di ḥadīth dell'Imam Bukhari. Per questo motivo erano conosciuti anche come l'"Esercito di Bukhara" o i Bukhari.

## Armi

### Fucili
- SAR-21
- M16A2
- FN FAL
- AK-47
- M4A1

### Pistole mitragliatrici
- Heckler & Koch MP5

### Pistole
- Beretta 92FS

### Mitragliatrici
- FN MAG
- AA-52

Mitragliatrici pesanti
- M2 Browning
- ZPU-2

### Lanciarazzi
- RPG-7
- RPG-9

### Missili anticarro
- BGM-71 TOW

### Mortai
- L16 81mm
- M120 120 mm

### Semovente d'artiglieria
- M40 GMC

### Veicoli da combattimento
- Humvee

## Ex comandanti
- Generale Mohamed Medbouh[2]
- Generale Abdesalam Sefrioui.[3]